# Želetice u Znojma

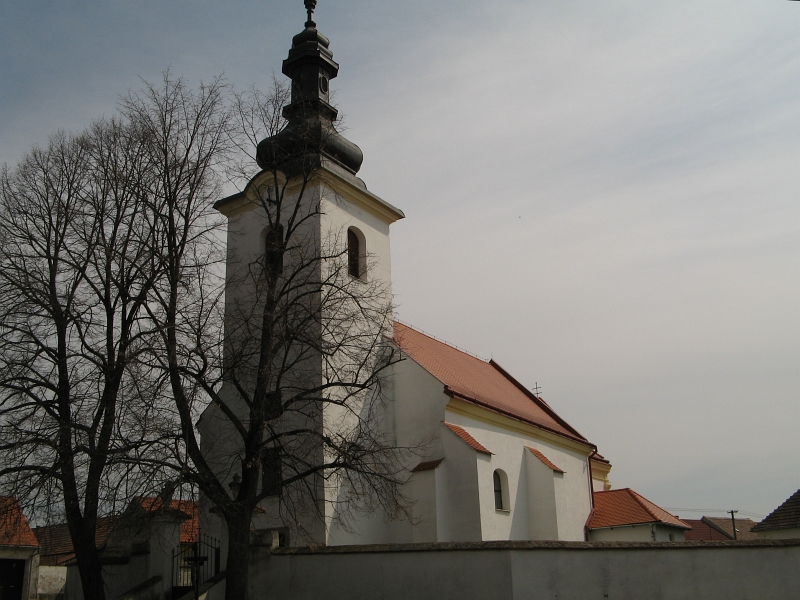
Kirche St. Jakob

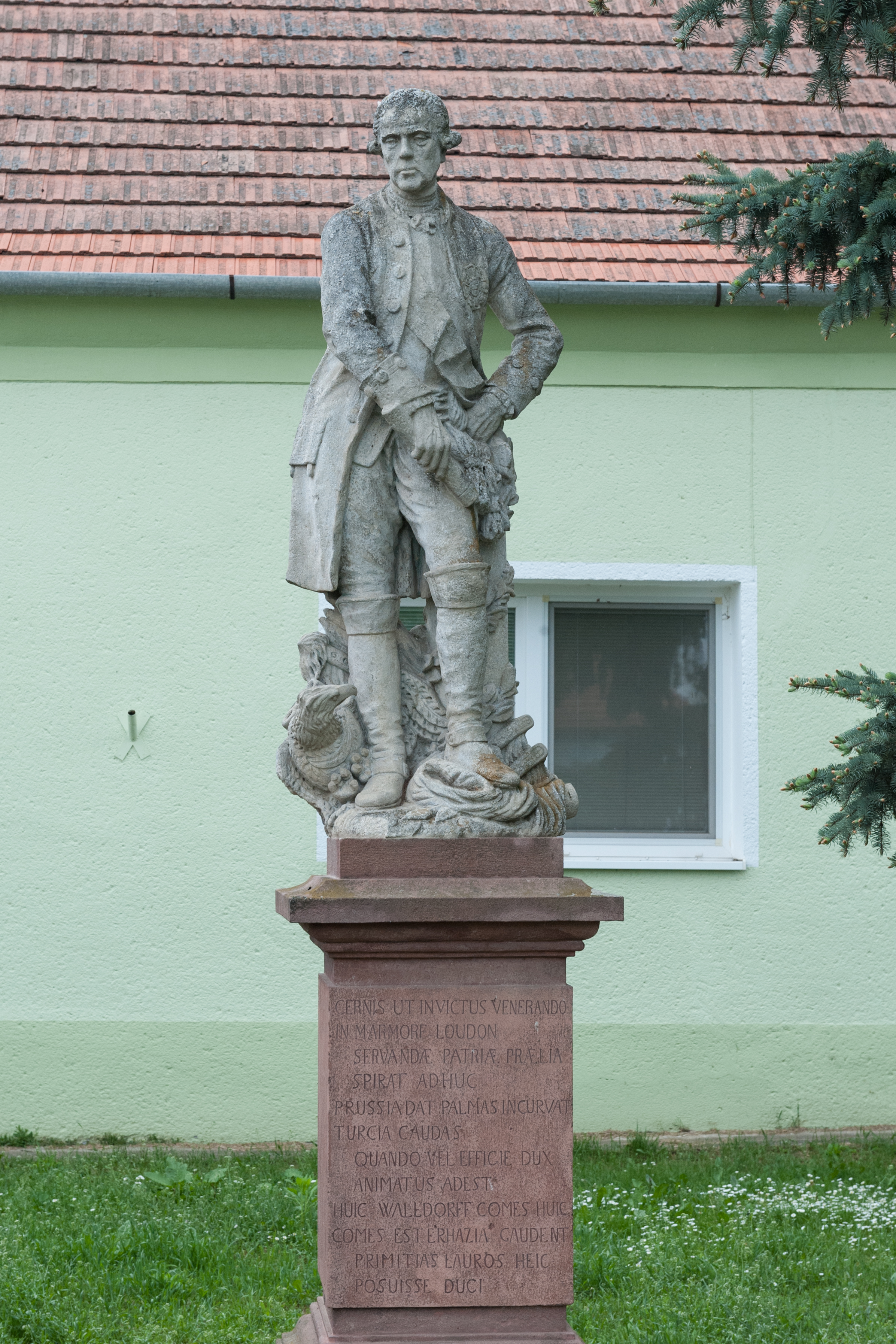
Denkmal für General Laudon

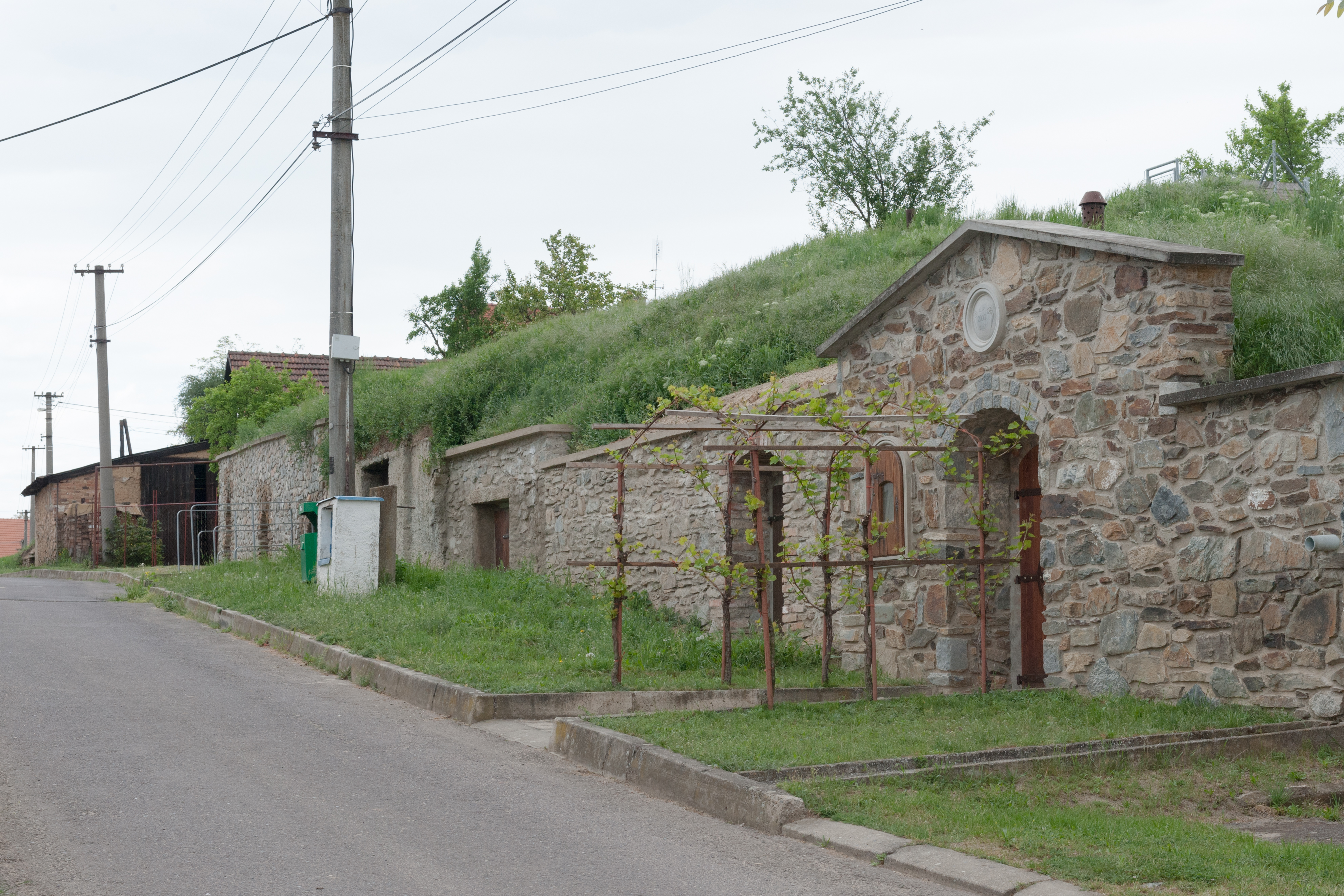
Kellergasse

Želetice (deutsch Selletitz) ist eine Gemeinde in Südmähren (Tschechien). Der Ort liegt 20 km nördlich der österreichischen Grenze. Der Ort selbst ist als ein Längsangerdorf angelegt.

## Geographie
Želetice befindet sich am Bach Křepička in der Thaya-Schwarza-Talsenke.
Nachbardörfer sind Horní Dunajovice (Oberdannowitz) im Norden, Vítonice (Wainitz) im Süden, Václavov im Osten  und Chlupice (Chlupitz) im Nordosten.

## Geschichte
Die erste urkundliche Erwähnung Želetices war im Jahre 1351 unter dem Namen Zeletycz. Doch bereits im Jahre 1320 scheint der Ort unter den Lehensgütern des Olmützer Bistums auf. Aufgrund häufiger Herrschaftswechsel gab es im Laufe der Jahre mehrere Schreibweisen der Ortschaft. So schrieb man 1384 Selaticz, 1751 Seeletiz, 1846 Sellatitz und schließlich 1848 Selletitz.
Im 14. Jahrhundert wird im Dorf ein befestigtes Haus bezeugt, auf dessen Stelle später im Jahre 1770 ein kleines Schlösschen errichtet wurde. 1548 wurde Selletitz durch Heinrich von Náchod mit Wainitz vereinigt.
Während des Dreißigjährigen Krieges wird der Ort von den Schweden unter Lennart Torstensson geplündert. Nach dem Abzug der Schweden lebten nur noch drei Bewohner im Ort. Im Jahre 1680 wurde ein Brauhaus in Selletitz errichtet. Ab 1825 werden die Grafen Corynski Herren von Selletitz. Bereits 1838 verkauften diese den Ort an Carl Friedrich Kammel von Hardegger. Im Ort kam es zu einem wirtschaftlichen Aufschwung, als im Jahre 1870 eine Zuckerfabrik eröffnet wurde.
Nach dem Zerfall Österreich-Ungarns kam der Ort 1918 wie ganz Mähren zur neu gegründeten Tschechoslowakei. Der Bevölkerungsanteil der Deutschen sank zwischen 1910 und 1930 von 73 % auf 11,7 %. Aufgrund der Trennung zu den österreichischen Absatzmärkten musste im Jahre 1922 die Zuckerfabrik schließen. Die Elektrifizierung fand im Jahre 1926 statt. Nach dem Münchner Abkommen musste die Tschechoslowakei die deutschsprachigen Randgebiete an das Deutsche Reich abtreten. Somit wurde Želetice mit 1. Oktober 1938 ein Teil des deutschen Reichsgaus Niederdonau.
Mit dem Ende des Zweiten Weltkrieges kam die Gemeinde am 8. Mai 1945 wieder zur Tschechoslowakei zurück. Wegen der schweren Nachkriegsexzesse durch militante Tschechen flohen viele deutsche Einwohner über die nahe Grenze nach Österreich. Der Bürgermeister von Selletitz kam im Kreisgerichtsgefängnis in Znaim zu Tode. Zwischen dem 9. Juli und dem 18. September 1946 erfolgte die Vollstreckung der Potsdamer Beschlüsse und die Zwangsaussiedlung der letzten 106 deutschen Ortsbewohner nach Deutschland. Ihr Vermögen wurde konfisziert.

## Wappen und Siegel
Bis zum Dreißigjährigen Krieg wurden alle rechtlichen Angelegenheiten von Selletitz vom benachbarten Markt Ober-Dannowitz bearbeitet und gesiegelt. Danach übernahm dies die Selletitzer Grundherrschaft für den Ort. Erst in der 2. Hälfte des 19. Jahrhunderts erhielt der Ort einen bildlosen Gemeindestempel.

## Bevölkerungsentwicklung
Matriken werden seit 1640 geführt. Alle Geburts-, Trauungs- und Sterbematriken bis zum Jahre 1949 befinden sich im Landesarchiv Brünn.
| Volkszählung | Einwohner gesamt | Volkszugehörigkeit der Einwohner | Volkszugehörigkeit der Einwohner | Volkszugehörigkeit der Einwohner |
| Jahr         | Einwohner gesamt | Deutsche                         | Tschechen                        | Andere                           |
| ------------ | ---------------- | -------------------------------- | -------------------------------- | -------------------------------- |
| 1880         | 577              | 117                              | 460                              | 0                                |
| 1890         | 624              | 207                              | 414                              | 3                                |
| 1900         | 658              | 492                              | 165                              | 1                                |
| 1910         | 768              | 557                              | 192                              | 19                               |
| 1921         | 640              | 140                              | 474                              | 26                               |
| 1930         | 572              | 67                               | 502                              | 3                                |

## Sehenswürdigkeiten
- Filialkirche des hl. Jakob des Älteren
- Schloss (erbaut 1770, abgerissen 1862), erhalten blieben Teile des Schlossparks
- Laudon-Denkmal im Schlosspark[11]
- Statue des hl. Johannes von Nepomuk

## Söhne und Töchter des Ortes
- Ludwig Eckhart (1890–1938), Professor an der Technischen Hochschule in Wien.